# Antonio Giovinazzi
Antonio Giovinazzi (n. 14 decembrie 1993, Martina Franca, Apulia, Italia) este un pilot de curse italian ce a concurat în Campionatul Mondial de Formula E. El a ieșit pe locul 2 în Campionatul European FIA de Formula 3 din 2015 și a concurat cu Prema Racing în seria internațională GP2 din 2016, terminând din nou al doilea în clasament cu cinci victorii și opt podiumuri.
Și-a făcut debutul în Formula 1 pentru Sauber la Marele Premiu al Australiei din 2017, înlocuindu-l pe accidentatul Pascal Wehrlein. De asemenea, el l-a înlocuit pe Wehrlein și la următorul Mare Premiu, cel din China, în timp ce Wehrlein și-a continuat recuperarea.

## Cariera în Formula 1

### Sauber (2017)
El a intrat în Formula 1 în 2017, când Scuderia Ferrari l-a anunțat ca al treilea șofer pentru sezonul 2017, pe 19 decembrie 2016. Apoi, a condus Sauber C36 ca înlocuitor al lui Pascal Wehrlein în Marele Premiu al Australiei și Chinei, deoarece șoferul german nu era în stare să conducă după un accident în Cursa Campionilor din 2017. Italianul, care a participat la testele de iarnă din 2017, nu a impresionat în primele două curse ale carierei sale de F1 cu un loc 12 la Melbourne și accidente grele în prima sesiune de calificări de sâmbătă de la Shanghai și în timpul cursei a arătat că nu s-a bucurat de un început minunat pentru cariera sa în Formula 1.
După scurta sa participare cu Sauber, el a deținut un rol de al treilea șofer al echipei Haas F1 Team. A participat în timpul FP1 în 13 weekend-uri la Marele Premii pe tot parcursul anului 2017 și 2018, șapte cu Haas în 2017 și șase cu Alfa Romeo Sauber în 2018. În data de 25 septembrie 2018, a fost anunțat drept coleg de echipă al lui Kimi Räikkönen la Alfa Romeo Racing pentru sezonul 2019.

### Alfa Romeo Racing (2019-2021)
Campania din 2019 a început cu adevărate dificultăți pentru italian, întrucât nu a reușit să se potrivească cu viteza și consecvența lui Räikkönen în zilele de cursă, unde a terminat o dată în fața finlandezului în primele 12 curse și a fost depășit (31-1) în ceea ce privește punctele. El a marcat primul său punct în Formula 1 în Marele Premiu al Austriei din 2019 la Red Bull Ring, pe 30 iunie 2019. La jumătatea sezonului, Giovinazzi a început să concureze mai bine împotriva coechipierului său experimentat în timpul calificărilor și al curselor. În a doua jumătate, Giovinazzi a marcat puncte de trei ori cu performanțe solide în cursa sa de casă de la Monza, la Singapore și cu un mare loc al cincilea în Brazilia. Giovinazzi a terminat pe locul 17 în Campionatul Mondial cu 14 puncte.
În data de 4 noiembrie 2019, zvonurile precum că Nico Hülkenberg i-ar lua locul italianului în 2020 au fost închise. Echipa l-a confirmat pe italian și pentru 2020. Giovinazzi a obținut puncte în prima cursă a sezonului în Austria, calificându-se pe locul 18, dar terminând pe locul nouă după ce alte nouă mașini s-au retras din cursă. În turul 11 al Marelui Premiu al Belgiei, Giovinazzi a pierdut controlul și s-a izbit în virajul 14. O roată rătăcită din mașina sa a lovit Williams-ul lui George Russell, provocându-i pe amândoi să se retragă din cursă. El a fost implicat într-un accident de mare viteză la Marele Premiu al Toscanei în timpul repornirii cursei, unde patru mașini au fost eliminate din cursă. Două locuri în puncte au venit la Marele Premiu de la Eifel, unde s-a apărat de Ferrari-ul lui Sebastian Vettel pentru a termina al zecelea, și la Marele Premiu de la Emilia-Romagna, unde a reușit încă un loc zece, după ce a început de pe ultima poziție. La Marele Premiu al Turciei, Giovinazzi a ajuns în a treia sesiune de calificare pentru prima dată de la Marele Premiu al Austriei din 2019, calificându-se pe locul 10. El s-a retras însă din cursă cu probleme cu cutia de viteze. Giovinazzi a încheiat sezonul pe locul 17 în campionatul piloților. A marcat patru puncte, același număr ca și coechipierul său Räikkönen, cu toate acestea Räikkönen s-a plasat deasupra lui Giovinazzi în virtutea faptului că a avut mai multe clasări pe locul nouă.
Giovinazzi și Räikkönen vor concura pentru Alfa Romeo și în sezonul 2021.
| Sezon | Echipă            | Puncte | Loc clasament general |
| ----- | ----------------- | ------ | --------------------- |
| 2019  | Alfa Romeo Racing | 14     | 17                    |
| 2020  | Alfa Romeo Racing | 4      | 17                    |
| 2021  | Alfa Romeo Racing | 3      | 18                    |

## Legături externe
- Antonio Giovinazzi sumarul carierei pe DriverDB.com